# Guerreros
Pour plus de détails, voir Fiche technique et Distribution.
Guerreros est un film espagnol réalisé par Daniel Calparsoro, sorti en 2002.

## Synopsis
La guerre du Kosovo terminée, la KFOR se déploie sur le territoire kosovar dans le cadre de l'opération Joint Guardian. De nombreuses factions rebelles sont encore très actives ; l'une d'elles fait sauter un transformateur alimentant toute une vallée en électricité et massacre les civils réfugiés dans le village.
La mission pilotée par l'ONU comprend des soldats de toutes nationalités. Un détachement composé de soldats espagnols et français est employé à des travaux de restauration. Ils assistent, impuissants, aux règlements de compte entre communautés serbes et albanaises. Ils reçoivent pour mission d'aller remettre en service le transformateur saboté et situé au-delà de la zone d'exclusion, aussi dénommée « zone d'ombre ». 
À quelques kilomètres de leur destination, ils tombent sur des combattants de l'UÇK qui, contrairement aux directives, n'ont pas encore déposé les armes. Ces derniers, peu disposés à se soumettre aux ordres de la KFOR, ouvrent le feu. Le lieutenant français s'écroule… Tout bascule alors : les jeunes soldats, mal préparés, se trouvent ainsi brutalement plongés dans un conflit que personne ne semble maîtriser réellement. Chacun d'eux, au gré d'une situation qui ne cessera jamais de se dégrader, va réagir selon son tempérament…

## Fiche technique
- Titre : Guerreros
- Titre original : Guerreros
- Réalisation : Daniel Calparsoro
- Scénario : Daniel Calparsoro et Juan Cavestany
- Production : Fernando Bovaira et Enrique López Lavigne
- Musique : Carlos Jean et Najwa Nimri
- Photographie : Josep M. Civit
- Montage : Julia Juaniz
- Décors : Javier Arsuaga et Juan Botella
- Costumes : Delfín Prieto
- Pays d'origine :  Espagne
- Format : Couleurs - 2,35:1 - Dolby Digital - 35 mm
- Genre : Drame, guerre
- Durée : 96 minutes
- Date de sortie : 22 mars 2002

## Distribution
- Eloy Azorín : Soldado Vidal
- Eduardo Noriega : Teniente Alonso
- Rubén Ochandiano : Sargento Rubio
- Carla Pérez : Soldado Balbuena
- Jordi Vilches : Cabo 1º Ballesteros
- Roger Casamajor : Soldado Lucas
- Iñaki Font : Soldado Gómez
- Sandra Wahlbeck : Mónica
- Olivier Sitruk : Soldado Marceau
- Blerim Gjoci : Lider Albanés
- Stefan Elbaum : Teniente Blanchard
- César Martínez : Campesino
- Arsenio Luna : Jefe Albano
- Fernando Jiménez : Oficial Serbio
- Roman Luknár : Oficial Serbio